# ماسایوشی هاندا
ماسایوشی هاندا (انگلیسی: Masayoshi Haneda؛ زادهٔ ۱۳ نوامبر ۱۹۷۶) بازیگر اهل ژاپن است. وی از سال ۲۰۰۳ میلادی تاکنون مشغول فعالیت بوده‌است.
از فیلم‌ها یا برنامه‌های تلویزیونی که وی در آن نقش داشته‌است می‌توان به لبهٔ فردا، امپراتور اشاره کرد.